# آلونسو بروگوت

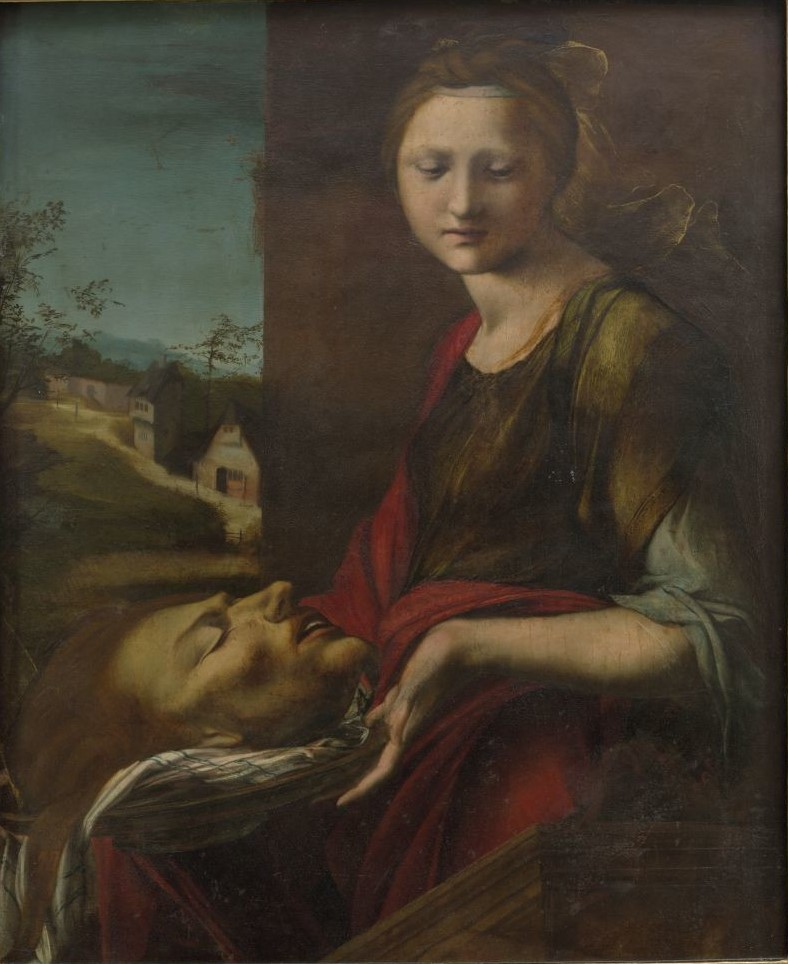

آلونسو بروگوت (انگلیسی: Alonso González de Berruguete؛ ح. ۱۴۸۸ در پاردس د نابا – ۱۵۶۱) یک نقاش، مجسمه‌ساز و معمار اهل اسپانیا بود.